# 쯔엉띠엔 다리
쯔엉띠엔 다리(베트남어: Cầu Trường Tiền)는 베트남 후에에 위치한 흐엉강을 건너는 다리이다. 트루롱 티엔 다리는 403미터의 길이의 고딕 구조의 다리로, 6개의 빗살 모양의 철제 아치가 있으며, 각각 아치의 높이는 67미터에 이른다. 그 다리의 폭은 6미터이다.

## 역사
1897년 프랑스 엔지니어링 회사인 에펠이 중부 베트남의 프랑스 레지던트 슈페리어로부터 쯔엉띠엔 다리를 설계하고 건설하도록 배정받았다. 쯔엉띠엔 다리는 에펠이 설계했다. 이 사업은 약 73만 2,456프랑의 비용으로 완공되었으며, 1899년 5월에 착공되었고, 1900년 12월 18일에 개통되었다.
1904년 홍수때 쯔엉띠엔 다리는 많은 손상을 입은 쯔엉띠엔 다리는 다리는 1906년에 재공사 후 개통되었으며, 도로는 이전의 나무 판자가 아닌 콘크리트로 포장되었다.
1907년 타인타이 황제가 프랑스에 의해 레위니옹으로 망명하자 프랑스 식민지 정부는 제1차 세계 대전 당시 프랑스 수상이었던 조르주 클레망소의 이름을 따 다리 이름을 '클레망소 다리'로 바꾸었다.
쯔엉띠엔 다리가 녹이 슬고, 교통량이 많아지면서 다리가 부식되자 프랑스 식민지 정부는 에펠과 쯔엉띠엔 다리의 손상된 철제 빔 프레임을 교체하고, 철근 콘크리트 교량 데크를 포장, 보행자용 보도 2개 추가, 다리의 폭 1.95m로 확장, 구조물을 마찰 방지 코팅 처리했다. 보수 공사에는 43만 5천 프랑이 들었다.
1937년 6월 20일, 에펠의 엔지니어 마틴 안드레는 다리 확장 공사를 시작했다. 1939년 11월부터 29개월간의 공사 끝에 교량 증축 공사를 완료했다.
쯔엉띠엔 다리는 1991년부터 1995년까지 장기적인 보수공사가 이루어지기 전까지 심각한 손상, 위험한 붕괴, 그리고 임시 수리를 받아 다리를 유지할 수 있었다. 그 중 보행자 통로가 양쪽으로 제거되고, 다리에 버팀목용 난간 배관이 2개 더 추가되었으며, 페인트 색상은 은색에서 회색으로 변경되었다. 2002년에는 축제를 위해 조명이 다리 안에 설치되었다.

## 손상
쯔엉띠엔 다리를 손상시킨 대표적인 세 가지 사건이 있는데, 첫 번째는 1904년 태풍으로 쯔엉띠엔 다리가 손상되었을때다. 약 4개의 스팬이 파괴된 것으로 예측되며. 한 언론은 1937년까지 발생한 손상에 대한 수리가 이루어지지 않았다고 주장했다. 그러나 1906년과 1909년 쯔엉띠엔 다리가 나온 엽서에는 다리 전체가 서 있는 것으로 보여 파괴된 다리가 빠르게 수리된 것으로 예측된다. 쯔엉띠엔 다리가 건설된지 불과 몇 년뒤에 일어난 일이기 때문에 전과 똑같은 모습으로 재건되었을 것이라 추측된다.
북쪽 경간 중 일부는 1946년 독립군과 프랑스 간의 전투 중에 파괴되었으며 파괴된 경간은 재건되었다, 또 1968년에 일어난 전투에서는 두 개의 중앙 경간이 파괴되었다.

## 사진

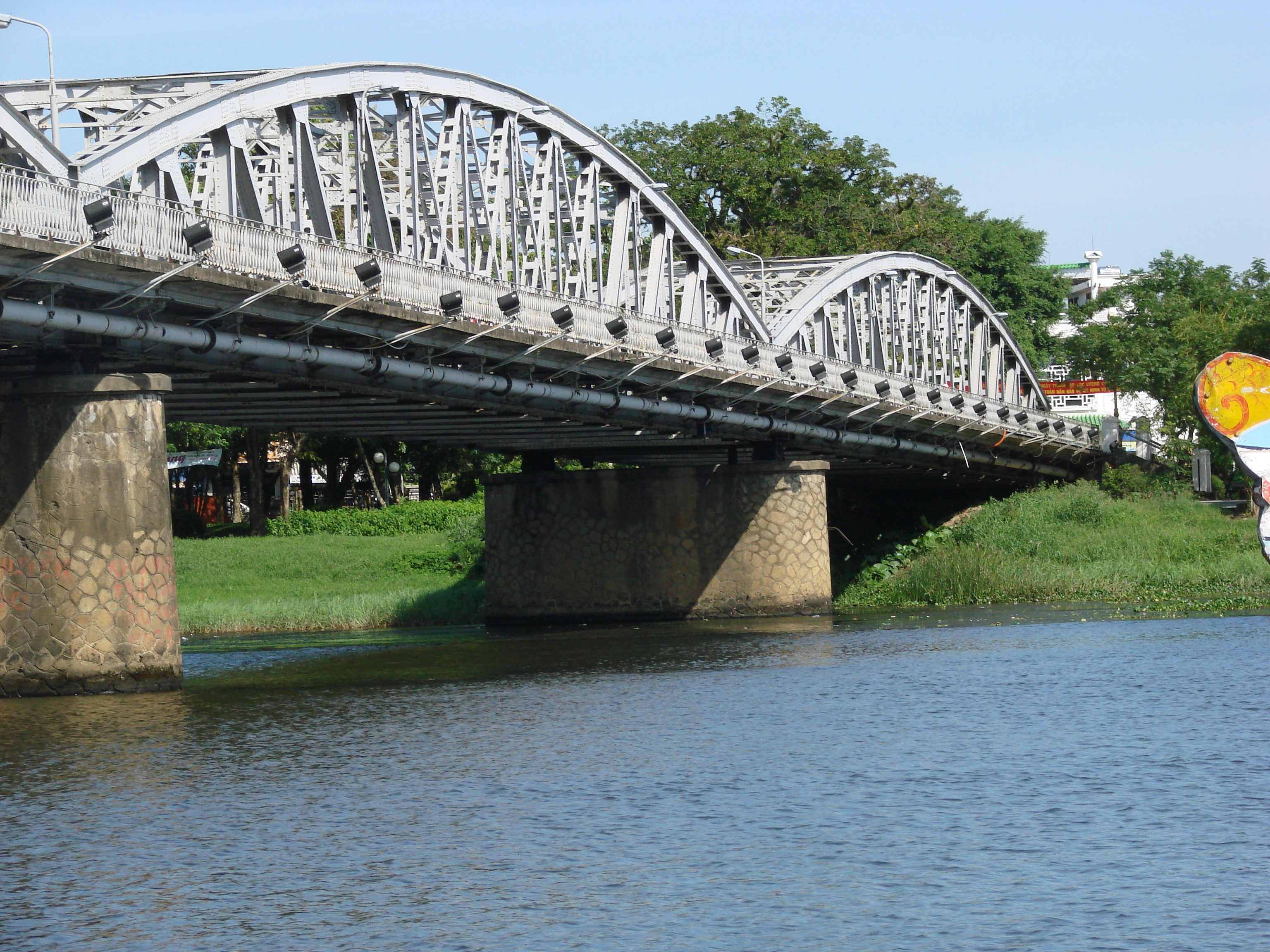
고딕 양식의 아치형 다리
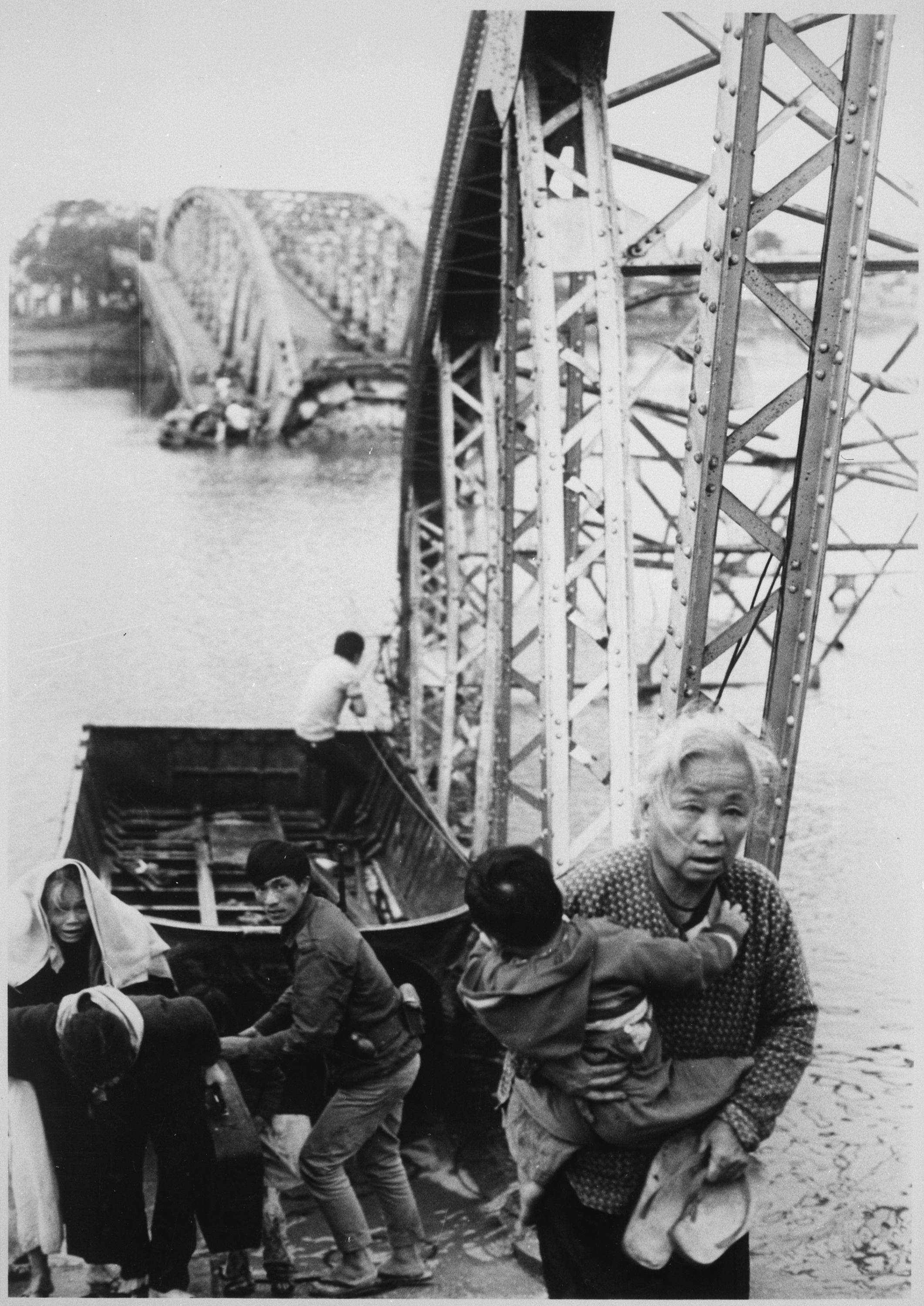
1968년 군사 분쟁 당시 쯔엉띠엔 다리가 붕괴되는 모습
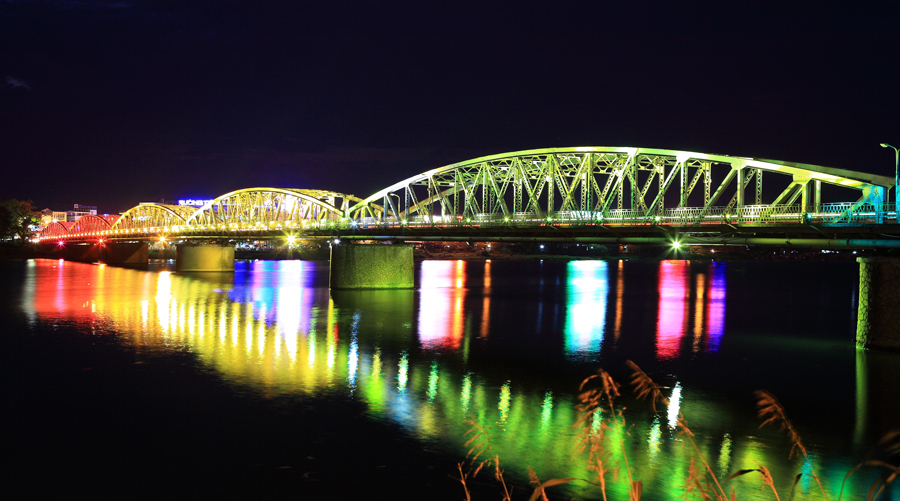
쯔엉띠엔 다리 야경
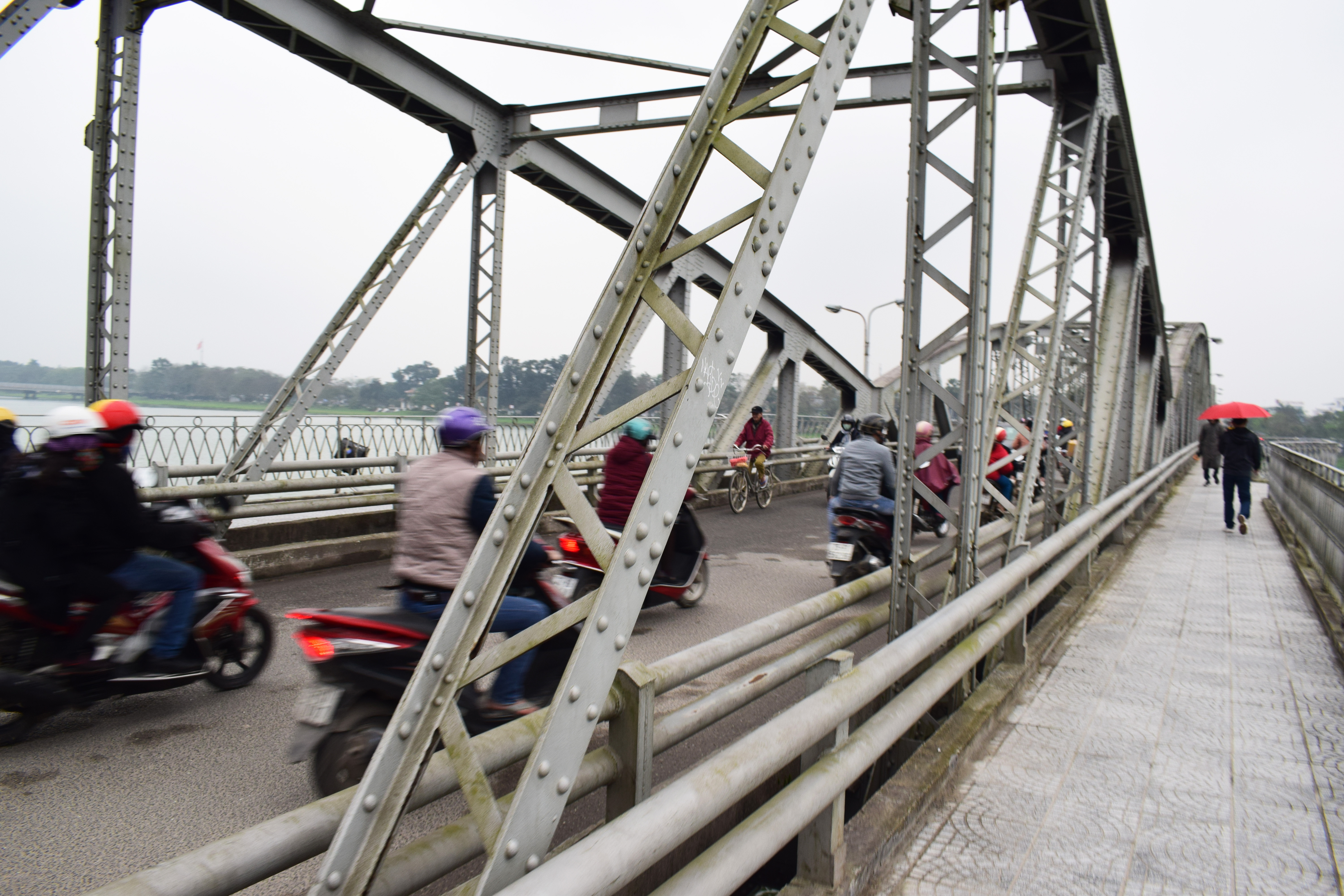
다리의 도로와 인도